# 周六四
周六四（?—?）是南宋中期的海盗首领。
南宋嘉定元年（1208年）秋，民变领袖周六四聚众造反，横行于兴化海上，拥有大量船只。后来，官兵趁海盗的船只触礁搁浅时进攻，周六四被俘，部众逃散。